# Simulium hailuogouense
Simulium hailuogouense es una especie de insecto del género Simulium, familia Simuliidae, orden Diptera.
Fue descrita científicamente por Chen, Huang & Zhang, 2005.